# Filipe Alarcão
Filipe Alarcão (né à Lisbonne en 1963) est un designer portugais, dans le domaine du design de produits. Il signe une série de designs allant des plats et porcelaine chinoise de distribués par Vista Alegre à la conception de meubles contemporains pour Temahome.
Il a obtenu un diplôme dans le design d'équipements de l'école des beaux arts de Lisbonne et un Master dans le design industriel de la Domus Academy, Postgraduate School of Design in Milan, Italie.
De 1995 à 1997, Filipe a travaillé avec Michele De Lucchi, à Milan, en tant que consultant pour Olivetti Personal Computers, développant des projets pour des ordinateurs.
Actuellement, il vit et travaille à Lisbonne, dans son propre atelier où il développe des projets de design industriel pour les secteurs du mobilier, équipements et produits urbains, éclairage, céramique et verrerie en collaboration avec plusieurs compagnies portugaises et étrangères telles que Vista Alegre, Atlantis, Asplund, Temahome, Shréder, Senda, Cerâmicas São Bernardo, et Moda Lisboa.
Dans le design d´intérieur, il a créé des espaces comme l´espace de design du Moda Lisboa, Galeria Atlantis, Design aus Portugal exposé à Francfort-sur-le-Main et le magasin de Delidelux. Il a des travaux exposés au musée de Design au Centre culturel de Belém à Lisbonne.

## Récompenses
- 1994 : Prix du Design National du Centre Portugais de Design
- 2002 : Concours Polis pour le système global de signage pour les places publiques au Portugal
- 2002 : Premier prix – Compétition d´architecture du Musée d´Art Contemporain d´Elvas